# Maritimosoma hokkaidense
Maritimosoma hokkaidense är en mångfotingart som först beskrevs av Karl Wilhelm Verhoeff 1939.  Maritimosoma hokkaidense ingår i släktet Maritimosoma och familjen Diplomaragnidae. Inga underarter finns listade i Catalogue of Life.